# 면봉

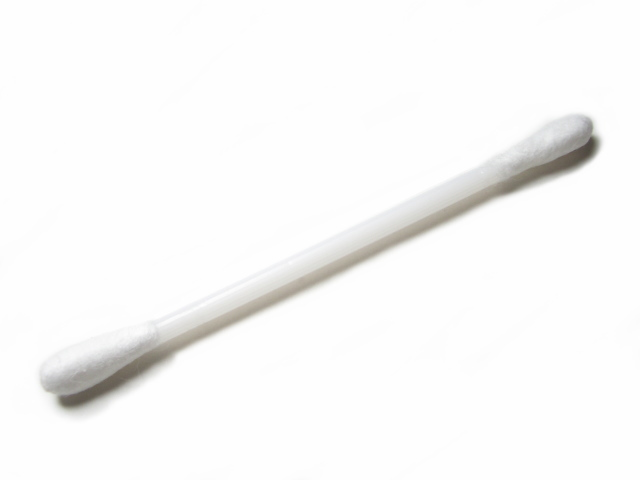
면봉

면봉(綿棒, 문화어: 솜막대기)은 나무나 종이 또는 플라스틱 막대 끝에 탈지면을 감아 만든 도구이다. 귀 청소, 화장, 유아의 면봉 관장 등에 사용된다. 국소 부위에 약을 도포할 때에도 사용한다.

## 같이 보기
- 이어 캔들